# Rokîtne
Rokîtne (în ucraineană Рокитне) este așezarea de tip urban de reședință a raionului Rokîtne din regiunea Kiev, Ucraina. În afara localității principale, nu cuprinde și alte sate.

## Demografie
Componența lingvistică a așezării de tip urban Rokîtne
     Ucraineană (96,95%)
     Rusă (2,77%)
     Alte limbi (0,15%)
Conform recensământului din 2001, majoritatea populației așezării de tip urban Rokîtne era vorbitoare de ucraineană (96,95%), existând în minoritate și vorbitori de rusă (2,77%).